# Aisai
Aisai (愛西市; -shi), é uma cidade do Japão localizada na região de Owari da Província de Aichi.

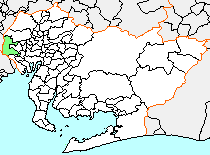
Localização da cidade de Aisai na Província de Aichi.

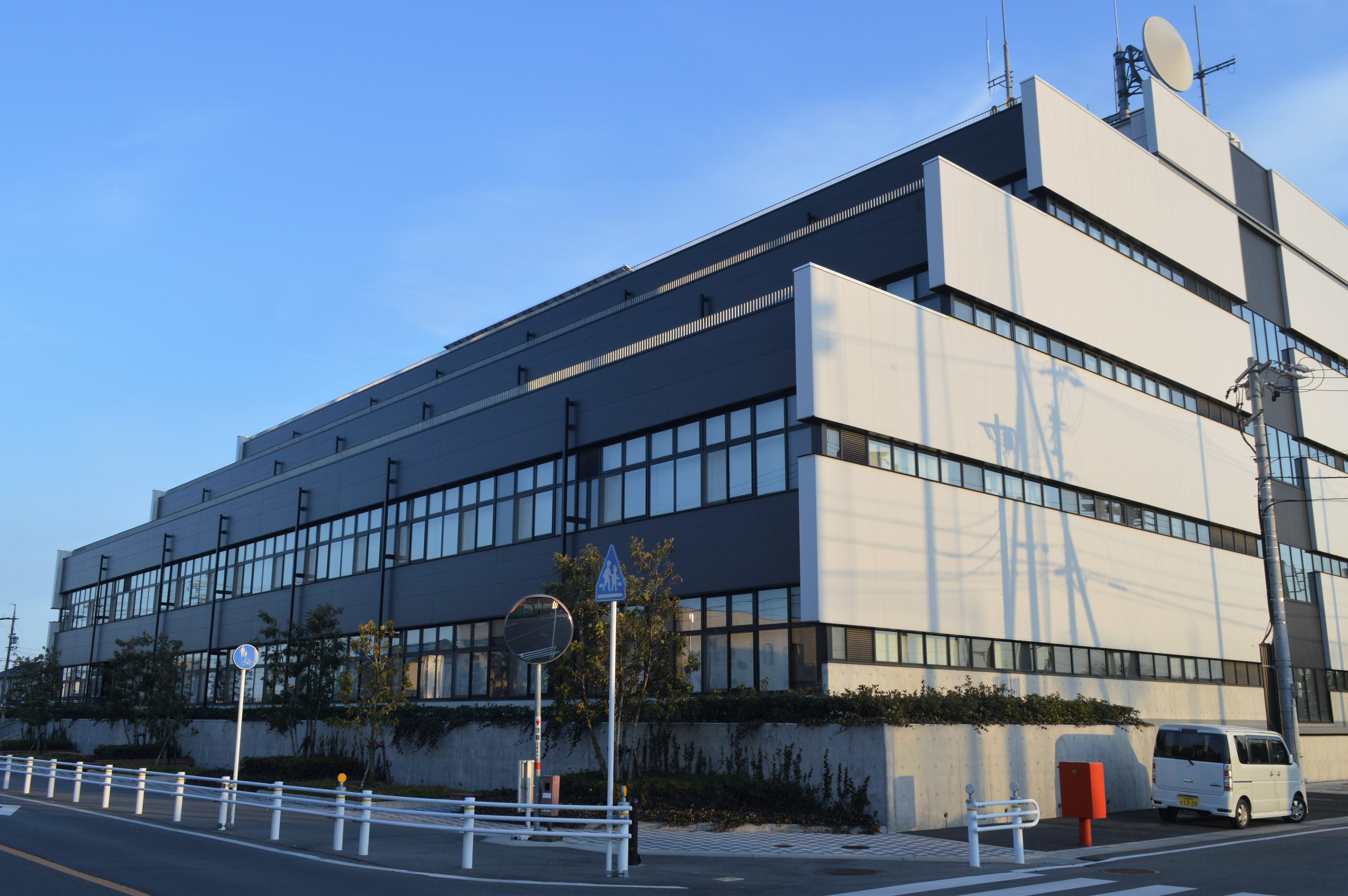
Aisai city hall

A 1 de Abril de 2005 as localidades de Saya, Saori, Hachikai e Tatsuta do bairro de Ama fundiram-se na cidade de Aisai. A 1 de Outubro de 2004 as quatro antigas localidades somavam uma população estimada de 65.808 habitantes e uma densidade populacional de 987,66 habitantes por km², numa área total de 66,63 km².